# ويليام آرثر ليندسي
ويليام آرثر ليندسي (بالإنجليزية: William Arthur Lindsay)‏ هو سياسي بريطاني (وحمل سابقاً جنسية المملكة المتحدة لبريطانيا العظمى وأيرلندا)، ولد في 1866، وتوفي في 1936. حزبياً، نشط في حزب ألستر الوحدوي. في الانتخابات الفرعية في مجلس العموم البريطاني ‏، انتخب عضو برلمان المملكة المتحدة الـ30 عن دائرة Belfast South ‏ (2 يوليو 1917 – 25 نوفمبر 1918) وفي الانتخابات العمومية البريطانية 1918 ‏، انتخب عضو برلمان المملكة المتحدة الـ31 عن دائرة Belfast Cromac (UK Parliament constituency) ‏ (14 ديسمبر 1918 – 26 أكتوبر 1922).